# Katrin Leumann
Katrin Leumann (Riehen, 8 februari 1982) is een Zwitsers mountainbikester en veldrijdster. Ze vertegenwoordigde haar vaderland tweemaal bij de Olympische Spelen: 2004 en 2012. Beide keren eindigde ze op de negentiende plaats in de olympische mountainbikerace.

## Erelijst

### Mountainbike
| Seizoen | Wereldbeker | Kampioenschappen | Overige                                  | Totaal aantal zeges |
| ------- | ----------- | ---------------- | ---------------------------------------- | ------------------- |
| 2003    |             |                  |                                          | 0                   |
| 2004    |             | ZK               |                                          | 1                   |
| 2005    |             |                  |                                          | 0                   |
| 2006    |             |                  |                                          | 0                   |
| 2007    |             |                  |                                          | 0                   |
| 2008    |             | ZK               | Muttenz                                  | 2                   |
| 2009    |             | ZK               | Tesserete, Gränichen, Engelberg, Muttenz | 5                   |
| 2010    |             | EK               | Muttez                                   | 2                   |
| 2011    |             |                  | Chur                                     | 1                   |
| 2012    |             |                  |                                          | 0                   |
| 2013    |             | ZK               |                                          | 1                   |
| 2014    |             |                  | Nalles                                   | 1                   |

### Cross
| Seizoen   | Wereldbeker | Superprestige | Bpost Trofee | WK  | ZK     | Overige                                  | Totaal aantal zeges |
| --------- | ----------- | ------------- | ------------ | --- | ------ | ---------------------------------------- | ------------------- |
| 2006-2007 |             |               |              |     | Goud   |                                          | 1                   |
| 2007-2008 |             |               |              |     | Zilver | Wadenswil, Steinmaur, Sion, Dagmersellen | 4                   |
| 2008-2009 |             |               |              | 35e | Zilver | Steinmaur, Hittnau, Sion                 | 3                   |
| 2009-2010 |             |               |              | 22e | Zilver |                                          | 0                   |
| 2010-2011 |             |               |              | 20e | Zilver | Bussang                                  | 1                   |
| 2011-2012 |             |               |              |     | Zilver | Dagmersellen                             | 1                   |
| 2012-2013 |             |               |              |     | Zilver | Dagmersellen, Bussang                    | 2                   |